# Schmarotzerrose

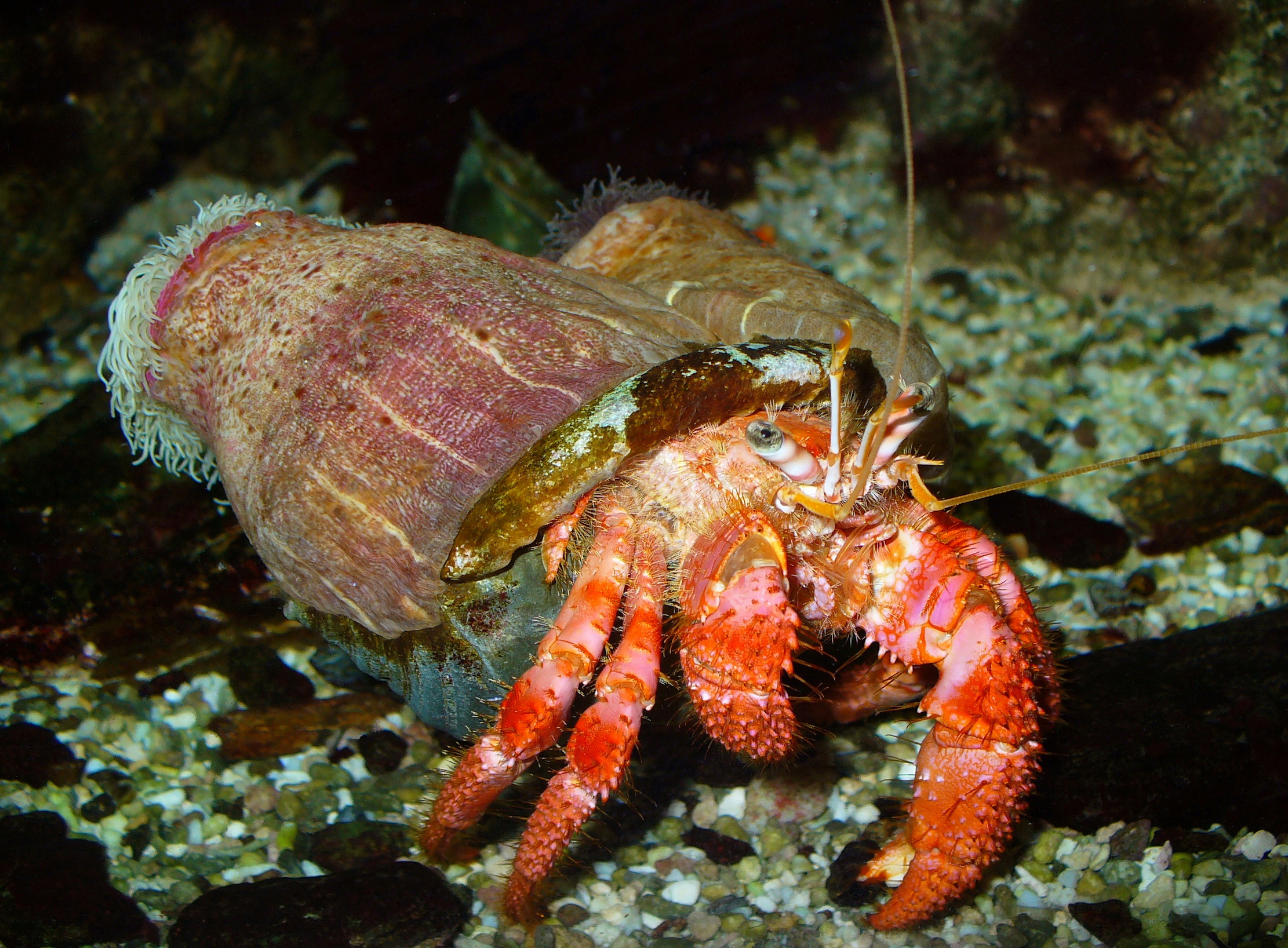
Calliactis parasitica mit Einsiedlerkrebs Dardanus calidus

Die Schmarotzerrose (Calliactis parasitica) gehört zu den Seeanemonen und lebt oft in einer mutualistischen Beziehung mit Einsiedlerkrebsen (Diogenidae) verschiedener Gattungen. Sie hat ein weites Verbreitungsgebiet im Mittelmeer und im Atlantik in Tiefen bis 60 m. Die Art wird 8 cm hoch und erreicht einen Durchmesser von 5 cm. Sie kann sich durch komplexe Bewegungen selbst auf einem Schneckengehäuse ansiedeln oder wird von manchen Einsiedlerkrebs-Arten aktiv auf ein Schneckenhaus umgesiedelt.  Dort profitiert sie von den aufgewirbelten Nahrungsresten des Krebses, während der Krebs durch die Nesselfäden vor Prädatoren wie Kraken geschützt wird.

## Merkmale
Die Erstbeschreibung von Calliactis parasitica erfolgte 1842 durch Couch unter dem Namen Actinia parasitica. Es existieren viele inoffiziell verwendete Artnamen, da die Art bereits zuvor zum Beispiel von Linnaeus als Actinia effoeta (1767) oder Sagartia effaeta beschrieben wurde.
Das Mauerblatt der Art ist dunkelbraun mit helleren Längsstreifen welche eine rötliche oder gräulich-braune Farbe haben können. Die nicht sehr langen Tentakel sind schlank und schmutzig hellgrau oder selten gelblich-orange gefärbt. Die Anzahl der Tentakel kann bis zu etwa 700 Stück reichen. Das Tier an sich kann eine Größe von 80 × 50 mm erreichen. Die weißen bis violetten Nesselfäden (Akontien) werden bereits bei geringer Reizung durch die Cincliden ausgestoßen.

## Verbreitung und Vorkommen
Die Art kommt auf schlammig-sandigen Böden in Tiefen bis zu 60 m und nur selten in der Gezeitenzone vor. Häufig ist sie auf Gehäusen der Wellhornschnecke (Buccinum undatum) zu finden, welche von Einsiedlerkrebsen wie Pagurus bernhardus bewohnt werden, wobei sich auch mehrere Exemplare ein Gehäuse teilen können. Gelegentlich findet man sie auch auf Steinen oder leeren Gehäusen.
Die Art kommt im Mittelmeer, an der europäischen Atlantikküste, der Südwestküste Englands und in Westirland vor und kann örtlich sehr zahlreiche Bestände bilden.

## Besonderheiten der Lebensweise
Das Leben von Calliactis parasitica ist geprägt von mutualistischen Beziehungen mit Einsiedlerkrebsen.

### Ernährung
Calliactis parasitica ist ein nichtselektiver, omnivorer Organismus. Die Nahrung setzt sich daher hauptsächlich aus häufigen Vertretern des jeweiligen Lebensraums zusammen und umfasst unter anderem Mollusken und Crustaceen, welche als Nahrung für Einsiedlerkrebse dienen. Auf Gastropodenschalen aufsitzende Individuen krümmen häufig ihren Körper so weit, dass das Mundfeld (Peristom) sich annähernd parallel zum Substrat befindet und die Tentakel das Substrat berühren. Dabei werden Nahrungspartikel aus dem Sediment sowie Organismen aus Meio- und Mikrofauna aufgesammelt, welche im Gastrovaskularsystem untersuchter Individuen gefunden wurden. Einsiedlerkrebse, welche Schneckenhäuser bewohnen, wirbeln bei der Fortbewegung zusätzlich das Sediment auf oder setzen beim Zerrupfen von Beute Nahrungspartikel frei, welche in die Tentakel gelangen und verzehrt werden.

### Fortpflanzung
Calliactis parasitica ist getrenntgeschlechtlich und legt Eier von Mai bis August. Aus den Eiern entwickelt sich eine freischwimmende Planula-Larve, welche sich nach einiger Zeit auf einem Substrat festsetzt und eine Metamorphose zum adulten Tier durchläuft.

### Selbstständiger Transfer auf Schneckenhäuser
Die Art Calliactis parasitica kann sich selbstständig an verschiedene Unterlagen wie zum Beispiel Gehäuse von Gastropoden wie Buccinum undatum anheften. Das Anheften ist ein bemerkenswerter Vorgang, während dessen sich die Anemone zunächst mit Tentakeln und dem Mundfeld an das Gehäuse anheftet. Daraufhin wird die Fußscheibe abgelöst und eine purzelbaumartige Bewegung ausgeführt. Im Laufe der Bewegung wird die orale Anheftung gelockert und die normale Haltung auf der Schale eingenommen. Dabei scheint die Anemone keine Unterscheidung zwischen lebendigen oder toten Schnecken zu machen. Ebenso wenig scheint es eine Rolle zu spielen, ob das Gehäuse von einem Einsiedlerkrebs bewohnt ist.

### Detaillierte Beschreibung der Transferbewegung
Bei Berührung mit einem Schneckenhaus haften sich einige der Tentakeln an die Oberfläche an und beginnen mit schlängelnden Bewegungen, woraufhin weitere Tentakeln folgen. Wenn der gesamte Tentakelkranz an der Oberfläche anheftet, folgt das Mundfeld und durch teilweise Kontraktion des Schließmuskels wird das Gehäuse festgehalten. Oft wird das Gehäuse so stark festgehalten, dass ein bewohnender Einsiedlerkrebs sich kaum aus eigener Kraft befreien kann.
Im nächsten Schritt laufen peristaltische Wellen den Körper des Tieres in Richtung Fußscheibe hinab. Einige Minuten später löst sich die Fußscheibe von der Oberfläche, an welcher das Tier anheftet. Dabei bleiben manche Exemplare durch die klebrigen Ablagerungen der Fußscheibe teilweise an der vorigen Unterlage haften und können sich erst nach mehreren Zyklen von Anheften und Ablösen vollständig befreien. Der genaue Ablauf dieses Vorgangs des Ablösens kann sich aufgrund der Position des Tieres an der Schale sowie der Stärke der Anheftung an der Unterlage von Mal zu Mal erheblich ändern.
Nach Ablösen der Fußscheibe von der Unterlage krümmt sich der Körper der Anemone, sodass die Fußscheibe in Richtung der Schale gebracht wird. Im Verlaufe dieser Krümmung vergrößert sich die Fußscheibe unterhalb der Cincliden stark. Diese Vorgänge dauern zwischen einer und drei Minuten. Währenddessen repositionieren sich die Mundtentakel, um Platz für die Fußscheibe zu schaffen. Sollte die angestrebte Position bereits von einer anderen Anemone besetzt sein, entkrümmt sich das Tier und krümmt sich in eine andere Richtung erneut. Auch dieser Vorgang ist abhängig von der Position des Tieres an der Muschelschale und höchst variabel.
Sobald der erste Kontakt zwischen Gehäuse und Fuß hergestellt wird, wird von diesem Punkt aus langsam und durch weiteres Anschwellen der Basalregion der Fuß auf die Schale gesetzt. Dabei folgen ständiges Anheften, Abheben und erneutes Anheften der Fußscheibe aufeinander. Dieses Anheften dauert gewöhnlich zwischen fünf und 15 Minuten.
Zum Schluss wird die Anheftung der Mundscheibe und des Tentakelkranzes aufgehoben und die Anemone nimmt wieder ihren normalen Habitus ein. Oft wandert der Fuß im weiteren Verlauf in Richtung der Stelle, an der zuvor der Tentakelkranz angeheftet hat.

### Wahl der besiedelten Schalen
Freistehende Exemplare von Calliactis parasitica heften sich eher an Gehäuse an als Exemplare, welche sich auf einer Unterlage angeheftet hatten. Dabei besetzen sie viel häufiger Gehäuse von Buccinum-Arten als solche von Pecten sp. oder Mytilus sp. Die Anheftreaktion wird dabei vom Gehäuse selbst und nicht vom jeweiligen Bewohner ausgelöst. Es wird vermutet, dass ein bislang unbekannter sogenannter Gehäusefaktor diese Reaktion bei Kontakt mit dem Periostracum der Schnecke auslöst. Als möglicher Gehäusefaktor kommen hochstabile und unlösliche Proteine oder Mucopolysaccharide infrage. Künstliche Nachbildungen der Schneckenhäuser, Gehäuse mit abgelöstem Periostracum oder mit Plastikbeschichtung verhindern oder verlangsamen ein Anheften, während Kontakt mit abgelöstem Periostracum eine starke Anheftreaktion auslöst.

### Vorteile der Symbiose für den Einsiedlerkrebs
Während manche Einsiedlerkrebsarten wie Pagurus bernhardus keine besondere Verhaltensweise gegenüber auf ihrer Schale aufsitzenden Anemonen zeigt, setzen sich einige Arten, besonders der Gattung Dardanus, aktiv Anemonen auf die Gehäuse. In Laborversuchen wurde beobachtet, dass Prädatoren wie Kraken Einsiedlerkrebse mit Anemonen auf der Schale mieden, während sie solche ohne Anemone durchgehend verspeisten. Beim Kontakt mit der Tentakelkrone zeigten die Oktopoden eine Schmerzreaktion und mieden daraufhin den weiteren Kontakt mit dem Krebs.